# مايكل غوف
مايكل غوف (بالإنجليزية: Michael Gough)‏ (و. 1916 – 2011 م) هو ممثل، وممثل مسرحي، وممثل صوت، وممثل أفلام من المملكة المتحدة . ولد في كوالالمبور .
توفي في لندن .

## التعليم
تعلم في Durham School

## جوائز وترشيحات
حصل على جوائز منها:
- Tony Award for Best Featured Actor in a Play (1979).

ترشح لـ:
- Tony Award for Best Featured Actor in a Play (1988).

## روابط خارجية
- مايكل غوف على موقع IMDb (الإنجليزية)
- مايكل غوف على موقع الموسوعة البريطانية (الإنجليزية)
- مايكل غوف على موقع روتن توميتوز (الإنجليزية)
- مايكل غوف على موقع ألو سيني (الفرنسية)
- مايكل غوف على موقع ميوزك برينز (الإنجليزية)
- مايكل غوف على موقع تيرنر كلاسيك موفيز (الإنجليزية)
- مايكل غوف على موقع أول موفي (الإنجليزية)
- مايكل غوف على موقع قاعدة بيانات برودواي على الإنترنت (الإنجليزية)
- مايكل غوف على موقع قاعدة بيانات الأفلام السويدية (السويدية)
- مايكل غوف على موقع إن إن دي بي (الإنجليزية)